# Stadion Polonii Nysa
Stadion Polonii Nysa – stadion sportowy przy ulicy Sudeckiej 28 w Nysie. Swoje mecze rozgrywa na nim drużyna piłkarska Polonia Nysa.

## Opis
Stadion posiada około 3500 miejsc (2500 siedzących). W latach 2015–2017 obok stadionu (w miejscu dawnego boiska bocznego i kortów tenisowych) wybudowano nową halę sportową, z której korzysta klub siatkarski Stal AZS PWSZ Nysa. Właścicielem tego obiektu jest Agencja Rozwoju Nysy.